# 十府ヶ浦海岸駅
十府ヶ浦海岸駅（とふがうらかいがんえき）は、岩手県九戸郡野田村大字野田にある三陸鉄道リアス線の駅である。
駅の愛称は「はまなす香る砂浜」。

## 歴史
当駅付近には、東日本大震災の復興事業で整備された米田高台団地があり、当駅はその最寄駅として野田村が建設費を負担して設置された請願駅である。総工費は約1億5,000万円で、全額が岩手県からの補助金である。
仮称は「米田駅」（まいたえき）であったが、2016年（平成28年）11月1日に現駅名が正式名称として決定した。
当駅の愛称は2016年（平成28年）12月9日まで公募され、2017年（平成29年）1月18日に発表された。
なお、当駅のある場所にはかつて臨時駅である十府ヶ浦駅（とふがうらえき）が設置（仮設）されており、1986年（昭和61年）7月26日から1994年（平成6年）までの夏季および1999年（平成11年）の夏季限定で営業していた。

### 年表
- 2017年（平成29年）3月25日：三陸鉄道北リアス線の駅として開業[3]。

## 駅構造
単式ホーム1面1線の地上駅。ホーム上に待合室がある。

## 利用状況
| 1日乗降人員推移 | 1日乗降人員推移 |
| 年度            | 1日平均人数     |
| --------------- | --------------- |
| 2017年          | 9               |
| 2018年          | 6               |

## 駅周辺
海岸沿いでは観光誘致を目的に津波防災緑地公園を整備し、2017年に十府ヶ浦公園が開園した。公園そのものは当駅から北へ離れた所を流れる泉沢川や宇部川付近まで続いている。なお、当駅付近は「海浜活動広場」に属している。
- 野田村立野田小学校
- 十府ヶ浦公園[周辺 3]
  - 十府ヶ浦海岸
  - ほたてんぼうだい[周辺 4] - 野田村の特産品、ホタテを模した展望休憩施設[周辺 4]。
  - のんちゃんパーク - 遊具と東屋を設けた広場。
  - 多目的イベント広場 - 円形ステージ。
  - はまなすハウス - 公園管理施設。
  - 十府ヶ浦パークゴルフ場 - 当駅付近は降雪量が少ないため、冬も営業していることを2011年1月に投稿した公式ブログで明かしている[周辺 5]。
  - ドッグラン - 「わんわんパークとふがうら」という愛称がある。
  - 東日本大震災 大津波記念碑 - 津波被害を防ぐ思想・文化が醸成され、将来に語り継がれることを祈念するために設けた記念碑。
  - 奇跡の東屋 - 東日本大震災の震災遺構の1つ。震災により一部が破損したが、東屋そのものは倒壊しなかった。現在は震災遺構として展示しているため、この東屋に立ち入ることはできない。
- 国道45号 - 西側を三陸沿岸道路（バイパス）が、東側を現道が通る。当駅付近には三陸沿岸道路のインターチェンジが設けられていない。

## 隣の駅
三陸鉄道
■リアス線
野田玉川駅 - 十府ヶ浦海岸駅 - 陸中野田駅

#### 本文
1. 1 2 3  “北リアス線新駅「十府ヶ浦海岸」駅名決定・駅の愛称公募”. 鉄道ホビダス.   ネコ・パブリッシング (2016年11月1日). 2016年11月2日時点のオリジナルよりアーカイブ。2024年9月21日閲覧。
2. 1 2 3  「＜三鉄＞北リアス線「米田駅」を着工」『河北新報』2016年8月4日。オリジナルの2016年8月4日時点におけるアーカイブ。2020年6月23日閲覧。
3. 1 2  『北リアス線新駅「十府ヶ浦海岸」駅名決定と駅の愛称公募のお知らせ』（プレスリリース）三陸鉄道、2016年11月1日。オリジナルの2017年2月5日時点におけるアーカイブ。2024年9月21日閲覧。
4. ↑  『十府ヶ浦海岸駅愛称決定のお知らせ』（プレスリリース）三陸鉄道、2017年1月18日。オリジナルの2017年2月5日時点におけるアーカイブ。2024年9月21日閲覧。
5. ↑  今尾恵介『日本鉄道旅行地図帳　東日本大震災の記録』新潮社、2011年、31頁。ISBN 978-4-10-790047-0

#### 周辺施設
1. 1 2  “十府ヶ浦公園（野田村観光協会）”.   野田村観光協会. 2024年4月27日時点のオリジナルよりアーカイブ。2024年9月21日閲覧。
2. ↑  “十府ヶ浦公園全体図” (PDF).   野田村. 2024年9月21日閲覧。 “（注：河川の名称は記されていない）”
3. ↑  “十府ヶ浦公園（野田村）”.   野田村. 2024年3月1日時点のオリジナルよりアーカイブ。2024年9月21日閲覧。
4. 1 2  “ほたてんぼうだい”.   野田村観光協会. 2023年5月31日時点のオリジナルよりアーカイブ。2024年9月21日閲覧。
5. ↑  “冬もオープン中 十府ヶ浦パークゴルフ場”. 野田村通信ブログ.   野田村観光協会 (2011年1月21日). 2020年11月28日時点のオリジナルよりアーカイブ。2024年9月21日閲覧。

#### 利用状況
1. ↑  国土数値情報(駅別乗降客数データ)  - 国土交通省、2020年9月23日閲覧